# UMAX
UMAX （ユーマックス）は、台湾にあるコンピュータ周辺機器製造企業。
かつてMacintosh互換機「SuperMac」を製造販売していたが、Appleが1997年7月発売のMac OS 8にて互換機にライセンスを供給しないという方針変更を行ったため、以降はフラットベッドスキャナやUSBフラッシュメモリを製造する企業になっている。